# تيرا فورمارز
تيرا فورمارز (بالإنجليزية: Terra Formars)‏ هي سلسلة مانغا يابانية تنشر في مجلة يونغ جمب الأسبوعية منذ 2011.